# Petronilla de Meath
Petronilla de Meath, född 1300, död 1324, var en irländsk kvinna som avrättades för häxeri.
Hon åtalades som medbrottsling till sin arbetsgivare Alice Kyteler, som i sin tur anklagades för att praktisera trolldom efter sin fjärde makes död. Hon utsattes för tortyr och uppgav då att hon liksom Kyteler var skyldiga till häxeri. Alice Kyteler lyckades undvika avrättning genom att fly från Irland, men Petronilla de Meath avrättades för häxeri genom att brännas levande på bål i Kilkenny 3 november 1324. Hon är den första person på Irland och de brittiska öarna som är bekräftad som bränd på bål för häxeri. 